# الصمود (المسيمير)

تعديل مصدري - تعديل

الصمود هي إحدى قرى عزلة المسيمير بمديرية المسيمير التابعة لمحافظة لحج، بلغ تعداد سكانها 71 نسمة حسب تعداد اليمن لعام 2004.